# 扭葉小金髮蘚
扭葉小金髮蘚（学名：Pogonatum contortum）为土馬騣科小金髮蘚屬下的一个种。